# Ga-Rankuwa
Ga-Rankuwa ist ein Stadtteil in der Metropolgemeinde Tshwane in der südafrikanischen Provinz Gauteng.

## Geographie
Ga-Rankuwa liegt etwa 35 Kilometer nordwestlich des Zentrums von Pretoria. 2011 lebten dort 90.945 Einwohner, vor allem Batswana. Der Stadtteil ist in 17 units aufgeteilt, die mit Lücken von 1 bis 25 nummeriert sind bzw. andere Namenszusätze tragen. In Unit 15 befindet sich ein Industriegebiet. Südlich von Ga-Rankuwa liegen die Magaliesberge.

## Geschichte
Ga-Rankuwa wurde im 19. Jahrhundert von Batswana gekauft, die auf der Farm Hebron eine Siedlung errichteten. Für die Bedeutung des Namens gibt es mehrere Theorien. 1967 wurde Ga-Rankuwa von den Behörden zum Township erklärt. Unter anderem siedelten sich hier Personen an, die den zentrumsnäheren Stadtteil Lady Selborne aufgrund öffentlicher Anordnungen verlassen mussten. Ga-Rankuwa wurde dem 1962 gegründeten, ab 1977 formal unabhängigen Homeland Bophuthatswana zugeschlagen. Auf diese Weise standen niedrig entlohnte Arbeitskräfte für die Industriegebiete in Rosslyn im Norden Pretorias zur Verfügung.
Im Jahre 1975 lebten hier 73.926 Menschen. Zu dieser Zeit zählte die Siedlung zu den größten Townshipanlagen des Landes. 1976 begann am Rande der Siedlung der Aufbau einer höheren Bildungseinrichtung für Schwarze, in der medizinische und veterinärmedizinische Berufe erlernt werden konnten. Diese Hochschule, kurz MEDUNSA genannt, war durch ihre demographischen Ausschlusskriterien bei der Immatrikulation eine Konsequenz der Bildungspolitik des Apartheidstaates.
Ab 1994 gehörte Ga-Rankuwa zur Nordwest-Provinz, bevor es 2000 Teil der Metropolgemeinde Tshwane in der Provinz Gauteng wurde.

## Infrastruktur
In Ga-Rankuwa bestehen zwei Universitätseinrichtungen, die 2014 gegründete Sefako Makgatho Health Sciences University (ehemals Medical University of South Africa, Medunsa, der University of Limpopo) und ein Campus der Tshwane University of Technology. Das Dr George Mukhari Hospital dient als Universitätskrankenhaus und ist das zweitgrößte Krankenhaus in Südafrika.

## Verkehr
Die Fernstraße N4 verläuft südlich des Stadtteils in Ost-West-Richtung, die R80 im rechten Winkel dazu östlich Ga-Rankuwas. Ga-Rankuwa ist mit den Bahnhöfen Ga-Rankuwa und Medunsa im Süden des Stadtteils an das Netz der Metrorail Gauteng angeschlossen.

## Sport
Der Fußball-Zweitligist Ga-Rankuwa United hat sein Stadion im benachbarten Stadtteil Mabopane.

## Persönlichkeiten
- Dire Tladi (* 1975), Richter am Internationalen Gerichtshof in Den Haag